# Ховард, Танедра
Танедра Ховард (англ. Tanedra Howard; род. 15 августа 1980) — американская актриса. Победив в реалити-шоу «Королевы крика», выиграла роль в фильме «Пила 6».

## Биография
Танедра Ховард родилась в Инглвуде.
Свою первую роль, выпускницу колледжа, она сыграла в фильме «Выпускной вечер» 2006 года, но так как роль была очень маленькой, в титрах она указана не была. В 2008 году приняла участие в реалити-шоу «Королевы крика» на телеканале VH1, в котором победила, и в качестве награды получила роль Симоны — биржевого брокера в фильме ужасов «Пила 6». В 2010 году снялась в той же роли в следующим фильме из киносерии «Пила» — «Пила 3D».

## Фильмография
| Год       |     | Русское название  | Оригинальное название            | Роль                |
| --------- | --- | ----------------- | -------------------------------- | ------------------- |
| 2006      | ф   | Выпускной вечер   | Grad Night                       | выпускница          |
| 2009      | ф   | Пила 6            | Saw VI                           | Симона              |
| 2010      | ф   | Пила 3D           | Saw 3D                           | Симона              |
| 2010      | с   | —                 | Shane Dawson TV                  | бандитка            |
| 2011      | ф   | —                 | Love… Another Four Letter Word   | Ванесса             |
| 2012      | ф   | —                 | Anita Ho                         | Таня                |
| 2013      | с   | —                 | Diary of a Champion              | Ховард / бегунья    |
| 2013      | с   | —                 | Shane Dawson TV                  | Кения               |
| 2014      | с   | —                 | Tammi Mac’s Bag Lady             | Брелин              |
| 2014—2016 | с   | —                 | Black Boots                      | Тэмми               |
| 2015      | ф   | —                 | Reggie Gaskins’ Urban Love Story | Мэриэнн             |
| 2015      | кор | —                 | Sexy GPS                         | сирена              |
| 2017      | кор | —                 | Faces of Heartbreak              | девушка в капюшоне  |
| 2017      | с   | —                 | Off the Track                    | Жасмин Хайд         |
| 2017      | ф   | —                 | Filmmakers Anonymous             | Мишель Грант        |
| 2019      | с   | Пожарная часть 19 | Station 19                       | девушка на свидание |
| 2019      | с   | —                 | Stuck with You                   | Эйша                |